# Quimiótrofo

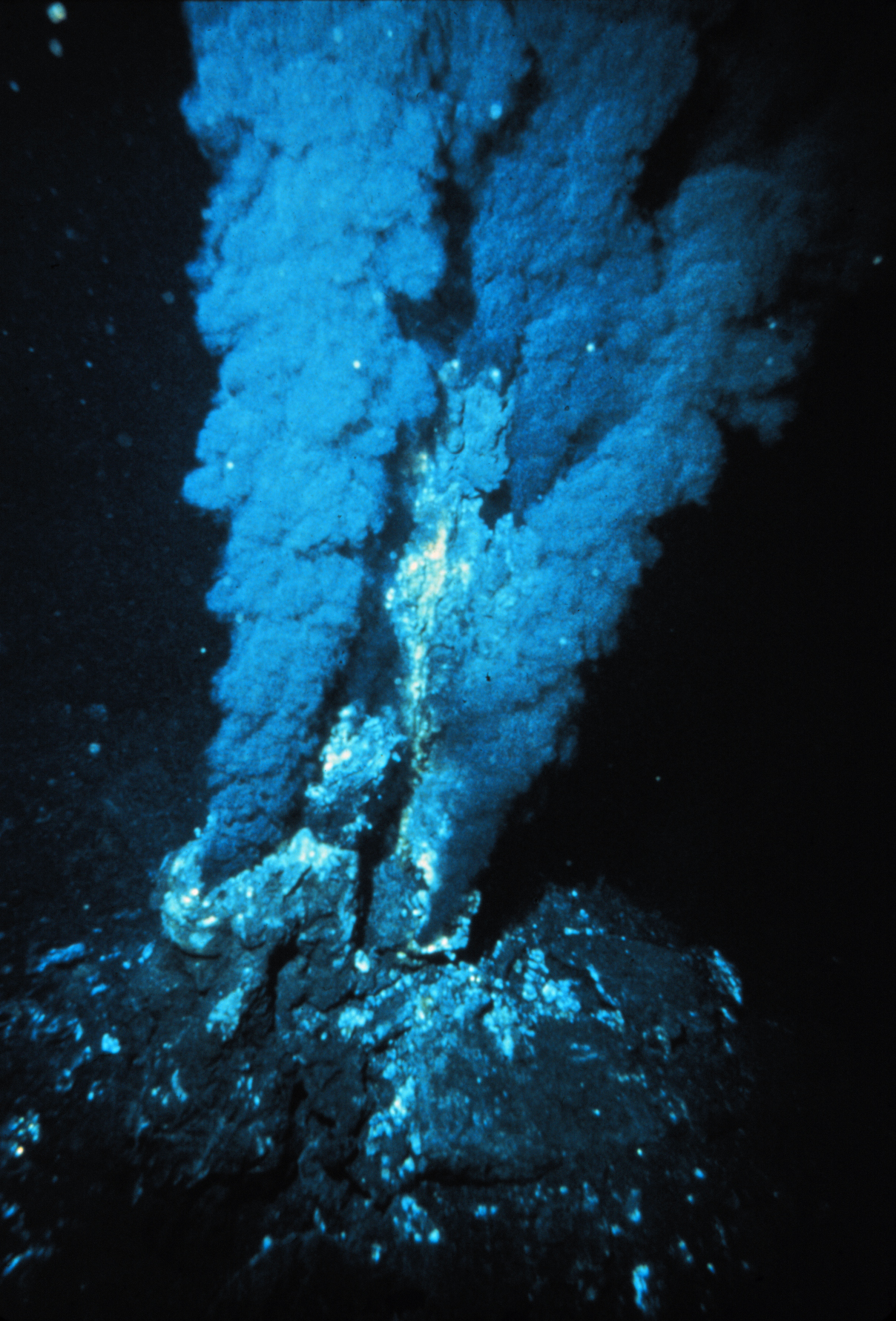
Un ventila hidrotermal en el Océano Atlántico que proporciona energía y nutrientes

Los organismos quimiótrofos o quimiosintéticos son aquellos capaces de utilizar compuestos inorgánicos reducidos como sustratos para obtener energía y utilizarla en el metabolismo respiratorio. Es una facultad conocida con el nombre de quimiosíntesis. Estos pueden ser quimioautótrofos o quimioheterótrofos. Estas moléculas pueden ser orgánicas (quimiorganótrofos) o inorgánicos (quimiolitótrofos).  El término quimiótrofo se usa en contraste a fotótrofo, los cuales utilizan energía solar. Quimiótrofo, puede ser cualquier autótrofo o heterotrófico. Los quimiótrofos se encuentran generalmente en el sedimento oceánico, a donde el sol no logra llegar, porque no necesitan de energía solar para producir energía. En el piso oceánico a menudo se encuentran volcanes submarinos los cuales pueden proporcionar calor para sustituir la luz solar que brinda calor. 
Al igual que los fotoautótrofos (como algas y plantas) los quimioautótrofos utilizan el CO2 como fuente principal de carbono, pero a diferencia de ellos, no utilizan la luz como fuente de energía sino que la obtienen por oxidación de compuestos inorgánicos reducidos, tales como NH3, NO2-, H2, formas reducidas del azufre (H2S, S , S2O3-) o Fe2+. 
Su carbono celular deriva del CO2 y es asimilado mediante las reacciones del ciclo de Calvin, de modo análogo a las plantas.
Como resultado de su capacidad distintiva de crecer en medios estrictamente minerales, en ausencia de luz, estos organismos son denominados con frecuencia quimiolitótrofos (de lithos, roca).
Por el contrario, los organismos quimioheterótrofos (o simplemente heterótrofos), como los animales y los hongos, oxidan moléculas orgánicas reducidas, como la glucosa (vía glucólisis), los triglicéridos (vía beta oxidación) o los aminoácidos (vía desaminación oxidativa) para obtener energía metabólica (ATP) y poder reductor; además, son incapaces de usar del CO2 como fuente de carbono.

## Historia
Originalmente utilizado con un significado diferente, el término tomó su definición actual después de Lwoff y colaboradores (1946).

## Quimioautótrofo
Los quimioautótrofos o quimiótrofos autótrofos, del griego χημεία [jimía] ('sustancia química'), αὐτός [aftós] ('por sí mismo') y τροφή [trofí] ('nutrición, alimentación'), además de obtener energía de reacciones químicas, sintetizan todos los compuestos orgánicos necesarios de dióxido de carbono. Los quimioautótrofos utilizan fuentes de energía inorgánica, como ácido sulfídrico, azufre elemental, hierro ferroso,  también hidrógeno  molecular, y amoníaco. En su mayoría son bacterias  o archaea que viven en entornos hostiles como fuentes hidrotermales, donde son los productores primarios en tales ecosistemas. Los quimioautótrofos generalmente se encuentran en varios grupos: metanogenos, halófilos, oxidantes del azufre, reductores de azufre, bacterias del anammox y termoacidófilos. Un ejemplo de uno de estos procariontes sería Sulfolobus. 
Su crecimiento puede ser dramáticamente rápido, como Thiomicrospira crunogena con un tiempo de duplicación alrededor de una hora.
El término "quimiosíntesis", acuñado en 1897 por Wilhelm Pfeffer, originalmente estuvo definido como la producción de energía por oxidación de sustancias inorgánicas en asociación con autotrofía - qué sería nombrado hoy como quimiolitoautotrofía.

## Quimioheterótrofo
Los quimioheterótrofos o quimiótrofos heterótrofos, del griego χημεία [jimía] ('sustancia química'), ἕτερος [jéteros] ('otro, diferente') y τροφή [trofí] ('nutrición, alimentación'), son incapaces de fijar carbono para formar sus propios compuestos orgánicos. Estos pueden ser quimiolitoheterotrofos, utilizando fuentes de energía inorgánica como azufre o quimioorganoterotrofos, utilizando fuentes de energía orgánica como carbohidratos, lípidos, y proteínas.

## Hábitat
Se encuentran en hábitats como los sedimentos profundos o alrededor de relieves submarinos o dorsales oceánicas donde la corteza terrestre es delgada y existen respiraderos hidrotermales o incluso salida de magma. Estas bacterias transforman los productos químicos de los respiraderos, tóxicos para muchos seres vivos, en alimento y energía, desempeñando el papel de organismos productores en el ecosistema de la zona afótica del océano. A partir de estas bacterias pueden surgir pequeñas cadenas tróficas basadas en la quimiosíntesis, en vez de en la fotosíntesis.
En la industria también son muy apreciadas por contener enzimas que pueden soportar condiciones de elevada temperatura y presión. Algunas de ellas pueden convertir compuestos químicos peligrosos en otras formas menos nocivas para la vida y por ello son ideales para la limpieza de zonas con derrame de petróleo y, de forma general, en el tratamiento de residuos tóxicos.

## Tipos de bacterias quimiosintéticas

### Bacterias oxidantes del hierro y manganeso
En los océanos profundos, las bacterias oxidantes del hierro obtienen la energía que necesitan para sus actividades al oxidar  hierro(II) a hierro(III). El electrón extra obtenido de esta reacción, potencia las celdas, reemplazando o aumentando el fototrofismo tradicional.
- En general, las bacterias oxidantes del hierro pueden existir sólo en áreas con concentraciones altas de hierro, como camas de lava nueva o áreas de actividad hidrotermal (dónde allí está disuelto Fe). La mayoría del océano esta desprovisto de hierro, debido a dos procesos, el efecto oxidativo del oxígeno disuelto en el agua y la tendencia de los procariontes para tomar el hierro.
- Los mantos de lava suministran a las bacterias de hierro directamente del manto de la Tierra, pero solo las rocas ígneas recién formadas tienen niveles de hierro no oxidado lo suficientemente altos. Hay que agregar que el oxígeno es necesario para la reacción por lo tanto estas bacterias son mucho más comunes cerca de la superficie oceánica, donde el oxígeno es más abundante.
- Qué todavía es desconocido, exactamente, como las bacterias extraen hierro de la roca. Se acepta que existe algún mecanismo para digerir la roca, quizás a través de enzimas especializadas o compuestos brindan más FeO a la superficie. Por mucho tiempo ha sido debatido sobre cuánto del desgaste de las rocas se debe a los componentes bióticos y cuánto puede ser atribuido a componentes abióticos.
- Las ventilas hidrotermales también liberan grandes cantidades de hierro disuelto al océano profundo, permitiendo a las bacterias sobrevivir. Además, el alto gradiente térmico alrededor de los sistemas de ventilación significa una amplia variedad de bacterias que pueden convivir, cada cual con su propio nicho de temperatura especializado.
- Independientemente del método catalítico utilizado, las bacterias quimioautótrofas proporcionan una significativa y frecuentemente fuente alimentaria para los ecosistemas marinos profundos - los cuales de otra forma reciben luz y nutrientes orgánicos limitados.

Las bacterias oxidantes del manganeso también usan las rocas ígneas de la misma forma; al oxidar Mn2+ a Mn4+. El manganeso es mucho más raro que el hierro en la costra oceánica, pero es mucho más fácil para las bacterias de extraer del vidrio ígneo. Además, el rendimiento de cada reacción de oxidación del manganeso aproximadamente duplica la energía comparándolo con una oxidación de hierro debido a que se obtienen dos veces el número de electrones. Se desconoce muchos sobre las bacterias oxidantes del manganeso porque no se han cultivado y documentado en gran medida.

### Bacterias incoloras del azufre
Las bacterias incoloras del azufre oxidan azufre o compuestos reducidos de azufre. Son bacterias aerobias obligadas ya que necesitan oxígeno para la oxidación. Son las responsables de la transformación del sulfuro de hidrógeno (H2S), procedente de la descomposición de la materia orgánica, en sulfato (SO4-2) asimilable por las plantas, con lo que cierran el ciclo del azufre.
Las reacciones son las siguientes:
H2S + ½O2 → S + H2O + 50 kcal/mol
2 S + 3O2 + 2H2O → 2SO4-2 + 4H+ + 119 kcal/mol
La producción de sulfato origina condiciones extremadamente ácidas, con un pH inferior a 2; Acidithiobacillus thiooxidans es excepcionalmente resistente a estas condiciones y se encuentra en la naturaleza en ambientes muy ácidos. La capacidad de las bacterias oxidadoras de azufre para producir ácido sulfúrico se utiliza a veces en agricultura para corregir suelos alcalinos; con el arado se introduce en el suelo azufre en polvo que las sulfobacterias presentes de manera natural en el suelo oxidan, disminuyendo el pH del suelo hasta valores más adecuados para el cultivo.

### Bacterias del nitrógeno
Las bacterias del nitrógeno oxidan compuestos reducidos de nitrógeno. Están ampliamente difundidas en el suelo y son las responsables de oxidar amoníaco (NH3), generalmente procedente de la descomposición de la materia orgánica (cadáveres, excreción), y transformarlo en nitratos (NO3-) asimilables por las plantas; cierran así el ciclo del nitrógeno. Pueden distinguirse las bacterias nitrosificantes y las bacterias nitrificantes.
- Bacterias nitrosificantes. Transforman el amoniaco en nitritos (por ejemplo, Nitrosomonas), según la reacción siguiente:

2NH3 + 3O2 → 2NO2- + 2H+ + 2H2O + 65 kcal/mol
- Bacterias nitrificantes. Actúan a continuación de las anteriores, transformando los nitritos en nitratos (por ejemplo Nitrobacter), según la reacción siguiente:

NO2- + ½O2 → NO3- + 18 kcal/mol

### Bacterias del hierro
Las bacterias del hierro oxidan compuestos de hierro ferroso (Fe2+) a férricos (Fe3+) con lo que transforman depósitos de carbonato de hierro en yacimientos de óxido de hierro. La reacción es la siguiente:
2FeCO3 + 3H2O + ½O2 → 2Fe(OH)3 + 2CO2 + 40 kcal/mol
El hierro ferroso se oxida espontáneamente a pH neutro, pero no a pH ácido, con lo que estas bacterias deben vivir en ambientes ácidos para su supervivencia; Acidithiobacillus ferrooxidans vive en las aguas que se escurre por las galerías de las minas de carbón, que son con frecuencia ácidas y contienen hierro ferroso.

### Bacterias del hidrógeno
Las bacterias del hidrógeno son quimioautótrofas facultativas capaces de utilizar hidrógeno molecular como fuente de energía:
H2 + ½O2 → H2O + 57 kcal/mol
El hidrógeno es primero activado por la enzima hidrogenasa y transferido después al NAD el cual es oxidado en la cadena respiratoria y se sintetiza ATP por fosforilación oxidativa.

## Diagrama de flujo

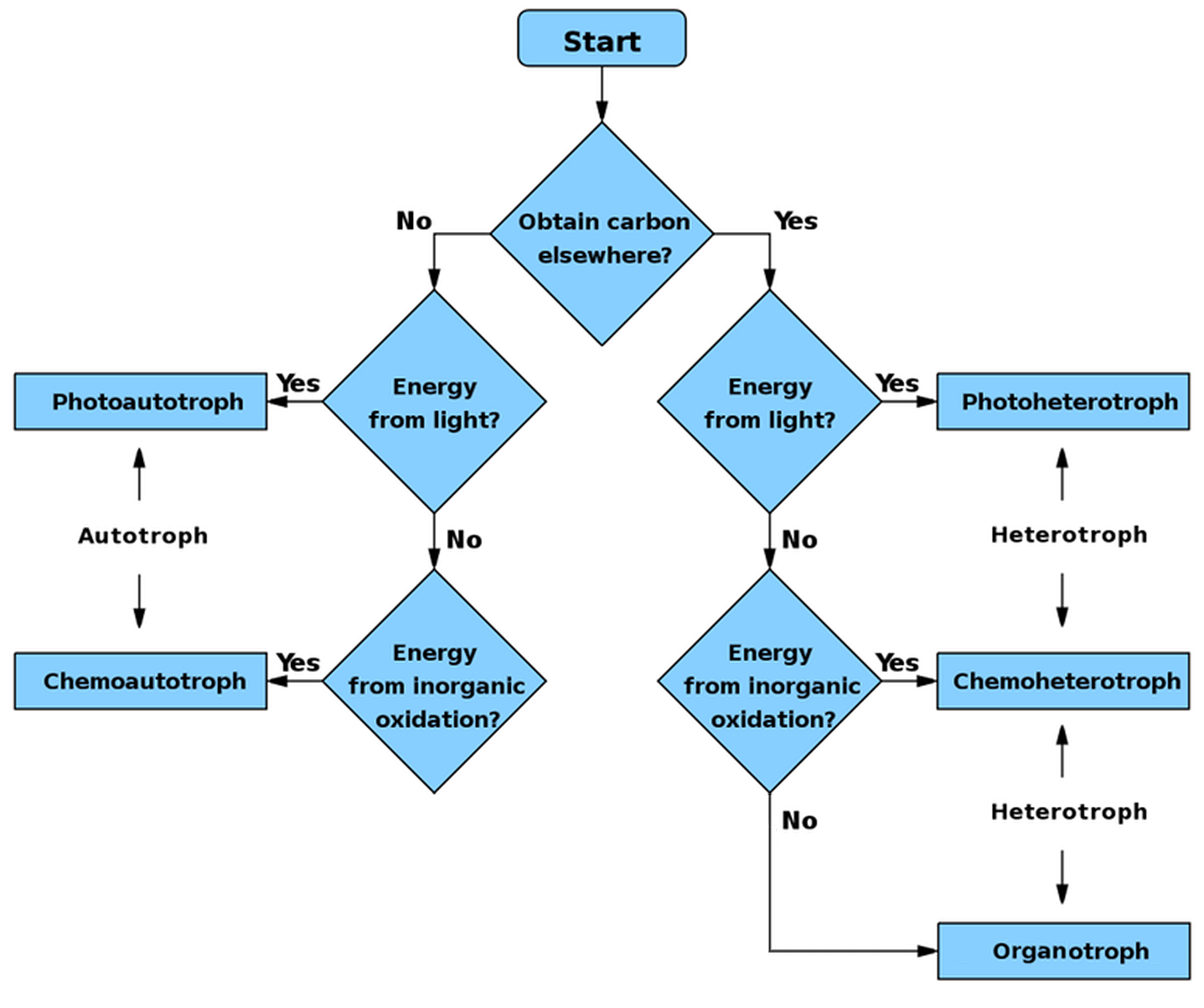
Diagrama de flujo para determinar si una especie es autótrofa, heterótrofa, o un subtipo.

- Autótrofo
  - Quimioautótrofo
  - Fotótrofo
- Heterótrofo
  - Quimioheterótrofo
  - Fotoheterótrofo